# Manfred Schullern-Schrattenhofen

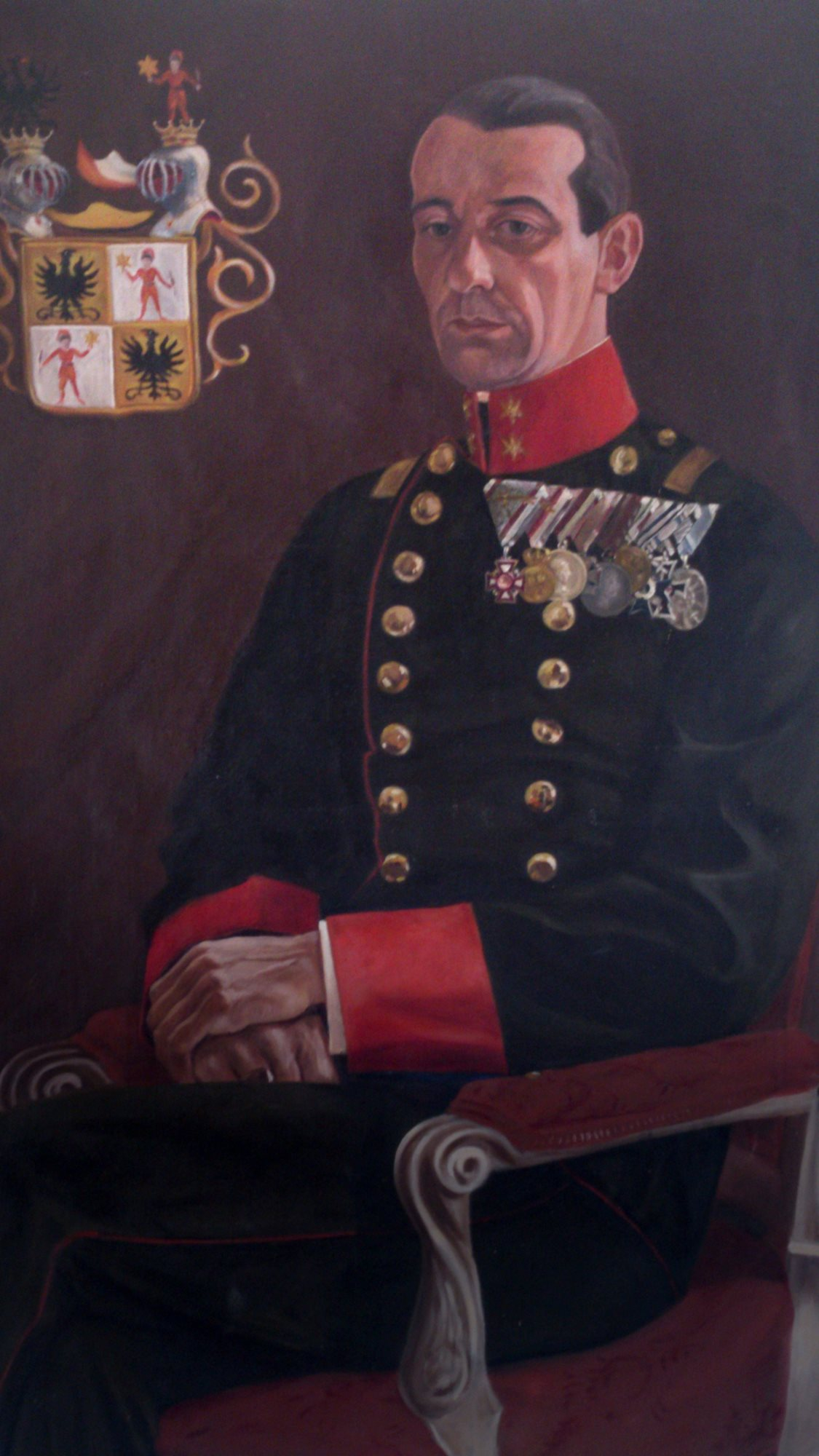
Manfred von Schullern zu Schrattenhofen (1893–1959)

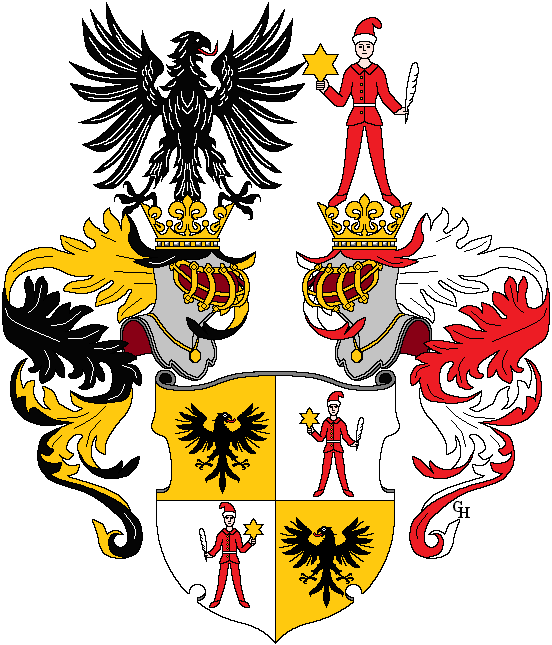
Wappen der Ritter von Schullern zu Schrattenhofen

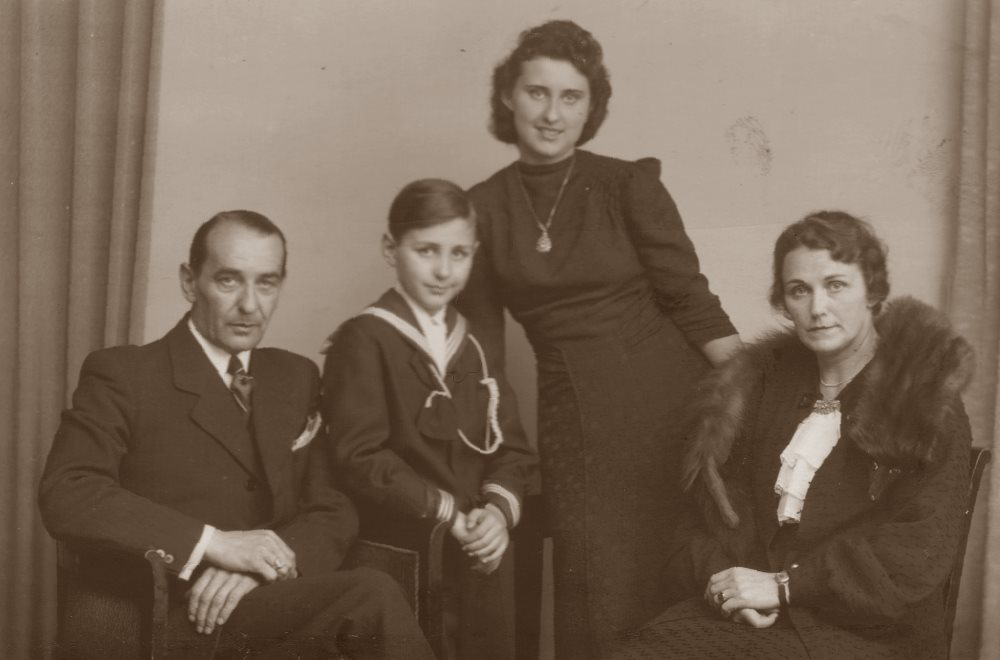
Familie Manfred Schullern-Schrattenhofen (1936) – v. l. n. r.: Manfred, Hermann, Dorothea, Maria

Manfred Schullern-Schrattenhofen (* 8. Juli 1893 Wien-Margareten; † 10. September 1959 Innsbruck), Dr. rer. pol., k. u. k. Leibgarde-Infanterie Oberleutnant und österreichischer Diplomat aus der Familie Schullern zu Schrattenhofen.

## Familie
Manfred Schullern entstammt einer in Tirol beheimateten Beamtenfamilie. Er wurde als viertes Kind und einziger Sohn von Hermann Ritter von Schullern zu Schrattenhofen (1861–1931) und der Theresina, geborenen Manfredi (1858–1946) geboren. 1921 heiratete er die aus Mährisch Ostrau stammende Maria Caroline Stockheim (* 10. Mai 1894 in Witkowitz; † 4. Dezember 1971 in Innsbruck), mit der er zwei Kinder zeugte: Dorothea Marie Theresina Mathilde (* 9. September 1922 in Innsbruck; † 15. Oktober 2005 in Cinisello Balsamo) und Hermann Johann Anton (* 8. Juni 1931 in Innsbruck; † 26. Januar 2016 in Legnano).

## Leben und Wirken
Nach dem Besuch der ersten sechs Klassen Gymnasium in Innsbruck und der Infanteriekadettenschule schloss Manfred Schullern 1914 mit der Matura seine schulische Ausbildung ab.
Im Zuge des Ersten Weltkrieges absolvierte er seinen Wehrdienst als Leutnant des 1. Tiroler Kaiserjägerregiments, wurde dreimal verwundet, bis er schließlich im November 1917 als Oberleutnant des Leibgarde-Infanterie Regiments nach Wien beordert wird.
Im Juli 1920 rüstet Schullern ab und widmete sich nach dem gescheiterten Versuch in der Privatwirtschaft fußzufassen, dem Studium der Staatswissenschaften an der Universität Innsbruck, wo er 1927 zum Doctor rerum politicarum promovierte. In der Zwischenkriegszeit arbeitete Schullern als Amtsrevident bei der Post- und Telegrafen Direktion in Innsbruck.
Bei der Machtübernahme durch die Nationalsozialisten wurde Schullern von SA-Leuten verhaftet und in Untersuchungshaft genommen. Weitere sechs Wochen Gestapohaft durchlebte er 1939, danach betrieb er seine Einberufung zur Wehrmacht, die ihn 1940 zur Luftwaffe führte. Als Major und Kommandant eines Luftwaffen-Pionier-Bataillons war er in Frankreich, Italien und Russland für den Bau von Feldflugplätzen verantwortlich. Im März 1945 setzte er sich mit seinem Bataillon am Rhein ab und führt es ohne Kampfhandlungen einzugehen quer durch Deutschland marschierend in den Raum Nordtirol, wo es am 3. Mai abgerüstet wurde.
Unmittelbar nach dem Krieg wurde er in den Verwaltungsdienst des Stadtmagistrates Innsbruck als Leiter der Abteilungen Einwohner Erfassungsstelle und Registrierung sowie des Wohnungsamtes mit dem Amtstitel Stadtinspektor, berufen.
1947 wird Schullern dem Höheren Auswärtigen Dienst als Konsul 1. Klasse der Gesandtschaft Rom zugeteilt, wo er bis Juni 1948 in Verwendung stand. Durch Ministerratsbeschluss wurde Manfred Schullern im Juni 1948 beauftragt das Generalkonsulat Mailand aufzubauen, das von ihm bis August 1953 geleitet wurde. Seine Ernennung zum Generalkonsul 2. Klasse wurde im Juli 1952 durch den Bundespräsidenten Theodor Körner ausgesprochen. Im Zuge seines diplomatischen Werdegangs leitete Schullern in den Jahren 1953 und 1954 die damals noch Österreichische Verbindungsstelle in Triest sowie ab Juli 1954 das Generalkonsulat in Zürich. Im August 1956 bis zu seiner Pensionierung im Dezember 1958 wurde er als Leiter des Österreichischen Generalkonsulats in Triest bestellt. Nachdem Schullern bei der in Triest lebenden österreichischen Gemeinschaft sehr beliebt war, wurde seitens der Österreicher in Triest das Auswärtige Amt ersucht, Schullern ein Ehrenjahr zu gewähren, dass mit Genehmigung durch Ministerratsbeschluss zur Weiterverwendung bis 31. März 1959 (§ 10 Abs. 3 B-ÜG) erfüllt wurde.
Manfred Schullern starb in seiner Heimatstadt Innsbruck am 10. September 1959.

## Auszeichnungen (Auswahl)
- Militärverdienstkreuz III. Klasse, Kriegsdekoration und Schwertern
- Große Militär-Verdienstmedaille (Signum Laudis) mit Schwertern
- Silberne Tapferkeitsmedaille I. Klasse
- Bayrischer Militär-Verdienstorden IV. Klasse mit Schwertern
- Großes silbernes Ehrenzeichen für Verdienste um die Republik Österreich (1956)